# 亞納烏爾
56°16′N 54°56′E / 56.267°N 54.933°E
亞納烏爾（俄语：Янау́л）是俄羅斯巴什科爾托斯坦共和國西北部的一個城市、亞納烏爾區縣治。位於首府烏法以北218公里。2002年人口27,909人。
1914年建立，1991年設市。